# Kortrijk Koerse
La Kortrijk Koerse (également nommée Konvert Koerse ou Konvert Kortrijk Koerse) est une course cycliste sur route féminine se déroulant à Courtrai, en Belgique. Elle a lieu depuis 2022, où elle est classée par l'UCI en 1.1.
Le parcours traverse la ville de Courtrai sur une grande et une petite boucle en circuit, qui sont complétées plusieurs fois.
Le sponsor principal de la course est l'agence de placement Konvert.
En 2025, la course n'est pas organisée.

## Palmarès
| Année | Vainqueur         | Deuxième         | Troisième        |                  |
| ----- | ----------------- | ---------------- | ---------------- | ---------------- |
| 2022  | Julie De Wilde    | Susanne Meistrok | Silvia Persico   |                  |
| 2023  | Daria Pikulik     | Julie De Wilde   | Valentine Fortin |                  |
| 2024  | Sofie van Rooijen | Chiara Consonni  | Daria Pikulik    |                  |
| 2025  | annulé/abandonné  | annulé/abandonné | annulé/abandonné | annulé/abandonné |